# Chorda filum
Espèce
Le fil de mer, Chorda filum est une espèce d'algues brunes de la famille des Chordaceae.

## Description
Le thalle forme un long cordon cylindrique visqueux de 6 mètres de long et de 5 ou 6 mm de diamètre.

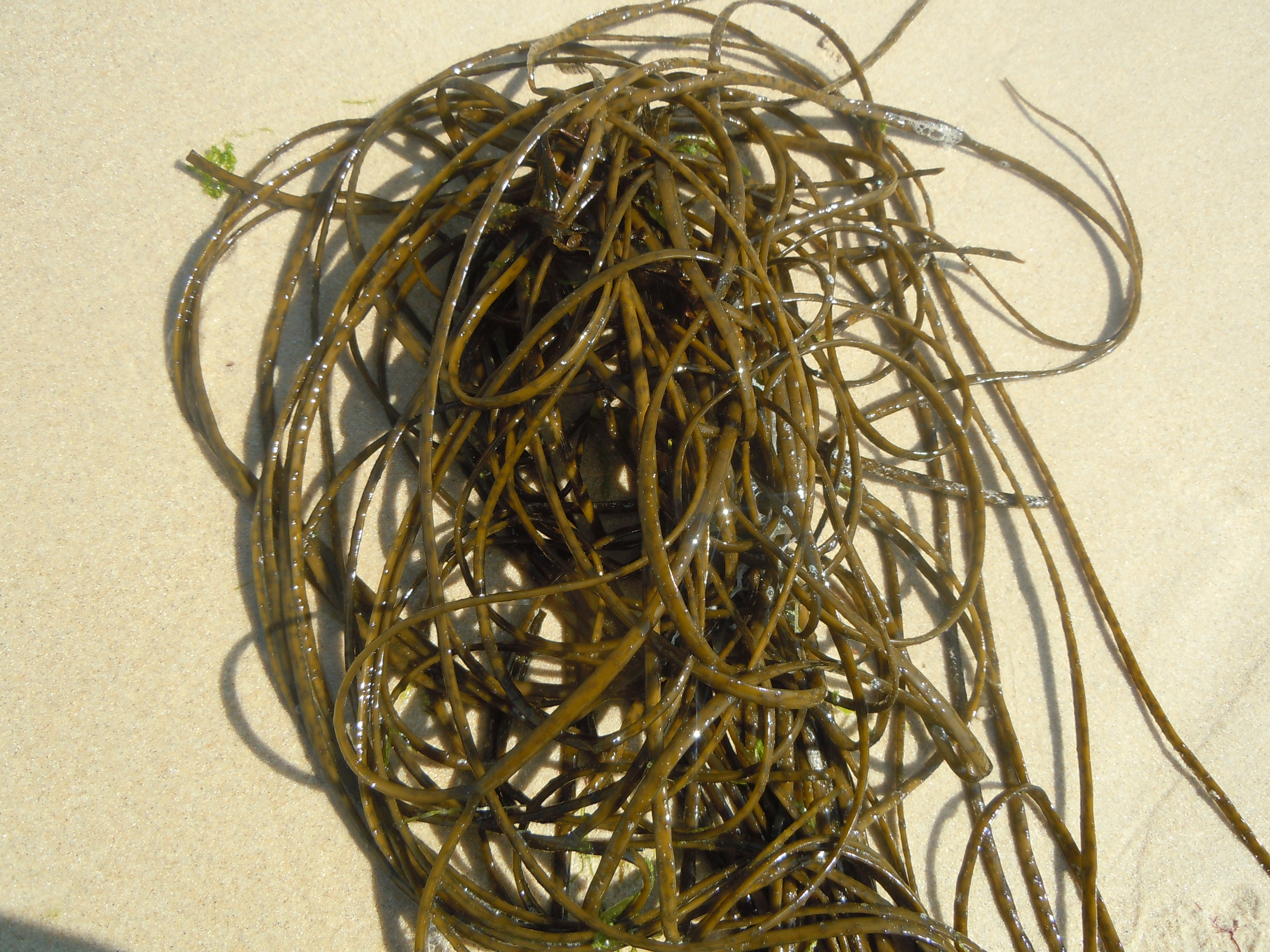
Fil de mer dans la laisse de mer sur une plage

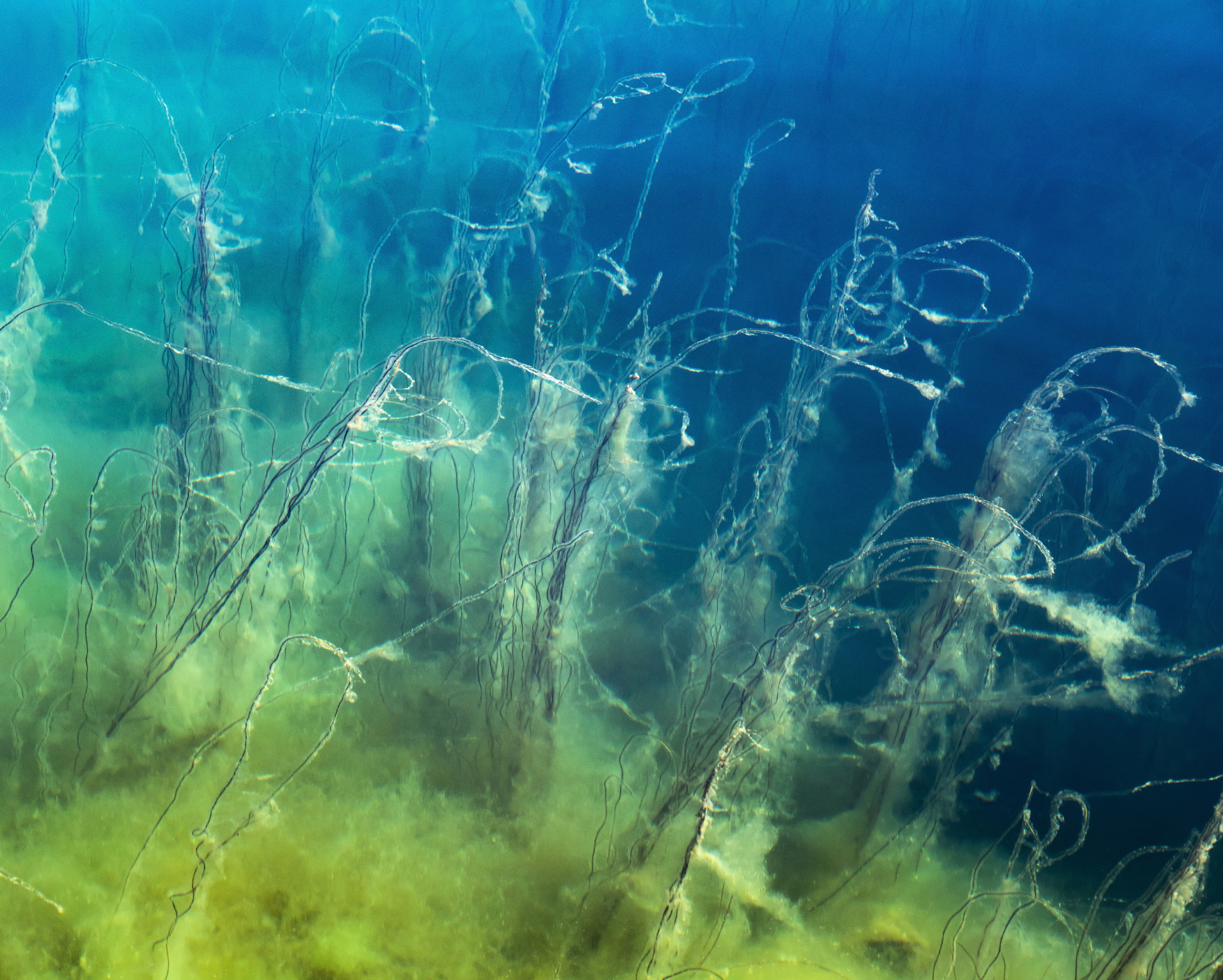
Chorda filum dans le fjord Gullmar, Suède. Les filaments ont environ un mètre de long, accompagnés de quelques cladophora glomerata (voir cladophora). Photo prise d'une jetée à Lysekil (commune). Juillet 2019.

## Habitat
Sur le gravier en eau peu profonde, du Nord-Ouest de l'Europe.

## Liste des formes
Selon World Register of Marine Species (31 oct. 2012) :
- forme Chorda filum f. crassipes Kjellman, 1883